# Club de Cuervos
Club de Cuervos è una serie televisiva messicana pubblicata su Netflix dal 7 agosto 2015.
Si tratta di una commedia drammatica incentrata su una squadra di calcio di una fittizia città messicana. Girata a Pachuca, è la prima produzione originale in lingua spagnola di Netflix.
La prima stagione ha ricevuto per lo più recensioni positive e il 28 ottobre 2015 la serie è stata rinnovata per una seconda stagione. In seguito è stata confermata una terza stagione, interamente pubblicata il 29 settembre 2017. Il 26 gennaio 2019 è stata poi pubblicata la quarta stagione. La serie ha generato una serie spin-off incentrata sul personaggio di Hugo Sanchez, La Balada de Hugo Sanchez e un mediometraggio sul personaggio di Potro, Yo, Potro. Entrambi sono stati prodotti da Netflix.

## Trama
Ambientata nella città immaginaria di "Nuevo Toledo", in Messico, la serie racconta le vicende del Cuervos FC, una squadra di calcio che deve affrontare la morte del suo storico proprietario Salvador Iglesias. A sostituirlo nei panni di presidente è chiamato il figlio Chava, nonostante la sorella Isabel sarebbe più adatta a prendere le rendini della società.

## Personaggi e interpreti

### Personaggi principali
- Salvador "Chava" Iglesias Jr, interpretato da Luis Gerardo Méndez.
- Isabel Iglesias, interpretata da Mariana Treviño.
- Mary Luz Solari, interpretata da Stephanie Cayo.
- Felix Domingo, interpretato da Daniel Giménez Cacho.
- Moises Suarez, interpretato da Ianis Guerrero.
- Rafael Reina, interpretato da Antonio de la Vega.

### Altri personaggi
- Potro, interpretato da Joaquín Ferreira.
- Victor Valdes, interpretato da Andrés Montiel.
- Paty Villa, interpretata da Sofia Sisniega.
- Tony Alvarez, interpretato da Juan Pablo de Santiago.
- Beto, interpretato da Luis Fernando Padilla.
- Ximena Suarez, interpretata da Eileen Yanez.
- Rio, interpretato da Gutemberg Brito.
- Susanita, interpretata da Oscar Olivares.
- Ms. Iglesias, interpretata da Claudia Vega.
- Zio Luis, interpretato da Gustavo Ganem.
- Emilia, interpretata da Sofia Niño de Rivera.
- Walter Bazaar, interpretato da Jonathan Levit.
- Le Polle, interpretato da Daniel Huerta Plata.

## Episodi
| Stagione         | Episodi | Pubblicazione originale | Pubblicazione Italia |
| ---------------- | ------- | ----------------------- | -------------------- |
| Prima stagione   | 13      | 2015                    | 2015                 |
| Seconda stagione | 10      | 2016                    | 2016                 |
| Terza stagione   | 10      | 2017                    | 2017                 |
| Quarta stagione  | 12      | 2019                    | 2019                 |